# میدان چن یی
میدان چن ئی یا چن یی یک میدان در امتداد باند شانگهای چین است. این تنها مجسمه برنزی چن یی، اولین شهردار شهر است. 

## تاریخچه
میدان چن ئی یکی از چهار میدان ساخته شده در امتداد باند (شانگهای) در سال ۲۰۱۰ است (سه میدان دیگر Bund Financial Square ، Huangpu Park و Observatory Plaza). 
روز ۳۱ دسامبر ۲۰۱۴ در نزدیکی این میدان ازدحام جمعیت رخ داد. در این حادثه دست کم ۳۶ نفر کشته و ۴۷ نفر زخمی شدند. جمعیت زیادی که حدود ۳۰۰،۰۰۰ نفر تخمین زده شده، برای جشن سال نو جمع شده بودند. 